# Origines de l'islam

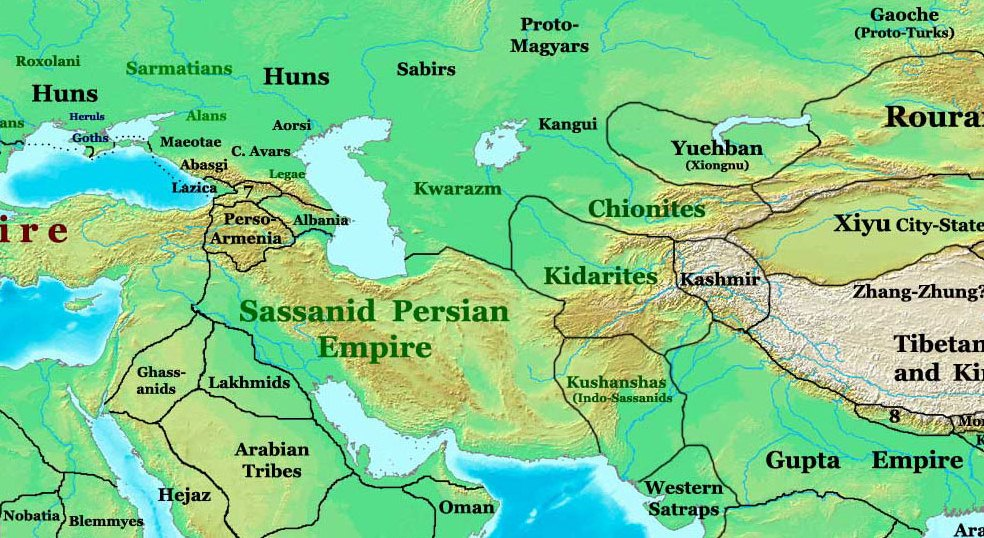
Proche-Orient et Asie centrale, vers l'an 400

Les origines de l'islam et la naissance du Coran prennent principalement place dans le contexte de l'Arabie préislamique. Or celle-ci se trouve au carrefour de plusieurs cultures et traditions religieuses et est en cela « le point de rencontre de plusieurs religions de l'Antiquité tardive ». Il serait erroné de voir la naissance de l'islam sous l'influence d'une seule communauté ou dans un monde fermé aux influences extérieures.
Le Coran et l'islam naissent dans un contexte incluant à la fois des particularités propres provenant de ses origines arabes mais appartenant à un contexte de productions littéraires et intellectuels commun avec le monde méditerranéen. Pour désigner ce contexte et cette zone caractérisée par des échanges importants, les islamologues utilisent le terme d' "Antiquité tardive". Il est donc nécessaire pour étudier le contexte d'apparition du Coran de prendre en compte ce double héritage, celui de l'Antiquité tardive et celui d'une Arabie possédant des particularités.
La recherche scientifique sur les origines de l'islam nait principalement au XIXe siècle, en particulier des recherches de Theodor Nöldeke (1836 - 1930). Elle s'appuie alors sur les sciences historiques dont la philologie, servant à la même époque aux recherches bibliques. Elles s'est développée jusqu'aux années 1970, période à laquelle la crédibilité des sources musulmanes anciennes a commencé à être interrogée. À la démarche philologique se sont alors ajoutées d'autres approches, comme la méthode historique et l'archéologie. Cette connaissance des origines de l'islam est encore peu connue du grand public. L'exégèse historico-critique du Coran a acquis une renommée auprès des non-spécialistes à la suite de différentes affaires comme celles du Coran de Sana'a, de l'affaire Anton Spitaler et de la publication de l'ouvrage de Christoph Luxenberg : Die Syro-Aramäische Lesart des Koran: Ein Beitrag zur Entschlüsselung der Koransprache,.

## Racines et naissance de l'islam selon la tradition musulmane

### Récits traditionnels
Selon les récits traditionnels sur les origines de l'islam, la ville de La Mecque appartenait à la tribu des Quraysh à laquelle appartenait Mahomet. Cette ville n'était pas une oasis et donc pas une ville agricole. Sa richesse proviendrait de son emplacement sur les voies commerciales et de la présence de la Kaaba. La ville de La Mecque était déjà un centre religieux, pour certains des polythéistes arabes. La sîra présente La Mecque comme un environnement principalement païen. À l'inverse, Médine est une ville décrite comme plus cosmopolite avec la présence de plusieurs clans juifs.
Selon la tradition islamique, Mahomet serait né vers 570 à La Mecque. Il devient orphelin dès son jeune âge et fut élevé par son grand-père puis par son oncle. Il entre alors au service d'une riche veuve Khadija qui organisait des caravanes marchandes. C'est en 610 que, pour la première fois, l'archange Gabriel (Jibrîl) lui serait apparu dans la grotte « Hirâ' », où il avait coutume de se recueillir, et lui transmet la révélation, la parole de Dieu. Mahomet fonde alors un groupe de croyants qui s'appelleront les musulmans : nommés ainsi en référence au prophète Abraham (Ibrāhīm). Musulman désigne celui qui se donne, qui se soumet volontairement à Allah, « Dieu ». Mahomet et ses compagnons auraient alors été persécutés par les Mecquois. L'ordre est donné aux musulmans mecquois d'émigrer à Yathrib (Médine) en 622. En 624, a lieu la bataille de Badr. Les Mecquois prendront leur revanche lors de la bataille de Uhud, en 625. Mahomet retournera à Médine, où il décéderait en 632 âgé de soixante-trois ans après une courte maladie. Peu après, l'islam se serait diffusé grâce à des victoires militaires.

### Critique de la vision traditionnelle
Les nouvelles recherches permettent de renverser l'image préconçue et traditionnelle sur l'Arabie préislamique et les inscriptions permettent d'inscrire celle-ci dans le contexte de l'Antiquité tardive. Ainsi, l'idée qui dominait dans la recherche jusqu'à une période récente était que la péninsule arabique aurait alors été essentiellement dominée par une société de type nomade. Cette hypothèse semble maintenant peu crédible. Ainsi, pour Robin, contrairement à une sur-évaluation du rôle des nomades, « il n'est guère douteux qu'au début du VIIe siècle, les sédentaires sont beaucoup plus nombreux que les nomades ». De même, les savants musulmans rapportent que l'Arabie préislamique était polythéiste, point de vue surestimé par la sîra. Or le contexte du Coran est celui des débats des monothéismes. « L'image d'une Arabie à la veille de l'islam dominée par le paganisme n'a pas de véritable fondement historique »,.
De nombreuses recherches ont mis à mal la présentation traditionnelle des origines de l'islam, aussi bien dans ses origines que dans sa naissance et sa diffusion. Selon Prémare, « Autant dire que toute biographie du prophète n'a de valeur que celle d'un roman que l'on espère historique ». La recherche moderne s'est orientée vers l'étude du milieu d'émergence de l'islam et du texte coranique dans un contexte plus large : celui de l'Arabie appartenant à l'Antiquité tardive. « Les chercheurs doivent se pencher sur le contexte plus large de la religion proche-orientale de l’Antiquité tardive pour trouver le cadre historique et intellectuel du Coran, et pas seulement [sur] le contexte arabe ».
Les découvertes épigraphiques et archéologiques, ont permis de remettre en question les récits traditionnels, ces textes qui, s'ils pouvaient fournir des informations sur une ou deux générations avant Mahomet, ne pouvaient pas remonter au-delà. Aussi, les chercheurs soutiennent que ces récits ont été « triés et réinterprétés, dans un processus de reconstruction de la mémoire ». Celles-ci, largement postérieures, de transmission orale, écrites par des auteurs extérieurs au contexte arabe, ont connu des manipulations et des inventions à des fins religieuses et politiques.
Selon des études récentes sur l'origine de l'Islam,,,, il convient de retenir deux idées clés : la première que l’islam serait né dans le cadre d’une diffusion du judéo-christianisme en Arabie ; la seconde que l’islam comme religion séparée aurait été instauré par les califes après la mort de Mahomet, dans le cadre de la mise en place d’un empire conquérant et d’un pouvoir califal théocratique.

### Origines de l'islam et du Coran
Il est courant d'assimiler les origines de l'islam aux origines du Coran. Pour Herbert Berg, cette approche suggère « une confusion des origines avec authenticité et originalité, mais souffre également d'une erreur génétique ». Les hadiths et les siyar ont fourni un récit des origines et des débats existent entre chercheurs pour déterminer leur histoire. Si certains éléments paraissent anciens, d'autres sont des créations dans des buts théologiques ou politiques. De ce fait, un grand nombre de chercheurs ne considèrent comme historiques des éléments de sîra que lorsqu'ils sont confirmés par une source extérieure comme le Coran. Ainsi, certains chercheurs considèrent que le Coran est la seule source valable dans l'étude des origines de l'islam, alors que cette approche est questionnée par de nombreux autres qui pensent la reconstruction du contexte coranique à partir du Coran comme incertaine. Outre son opacité, ce texte contient, en effet, des éléments plus mythiques qu'historiques.
Cette approche repose sur une idée d'une « erreur génétique ». En effet, la doctrine salafiste considère que l'islam était déjà complet à l'époque de Mahomet. Pour Berg, il est erroné de croire que l'islam dans ses formes variées (celui « de Rābiʿa al- ʿAdawiyya, de Malcolm X, ou de l'étudiant musulman dans ma salle de classe ») peut s'expliquer par la seule étude des 50 premières années, qui serait celle d'un "authentique ou véritable islam".
Plusieurs approches ont pu être défendues selon un « continuum de scepticisme », entre acceptation du Coran et des siyar et leur rejet. L'acceptation du Coran et de la sîra est le point de vue majoritaire chez les musulmans et a été suivi par quelques chercheurs comme Montgomery Watt qui avait principalement une approche théologique et croyante. D'autres chercheurs, comme Donner, acceptent le Coran mais rejettent la sîra. Enfin d'autres rejettent l'historicité des deux. Quelle que soit l'approche, un fait largement accepté est la présence d'éléments juifs ou chrétiens dans le Coran ou de leurs influences sur l'islam naissant. « Tenter d'isoler les origines de l'islam de la culture qui l'a engendré inhibe notre compréhension. L'Islam n'était pas un culte isolé, comme en témoigne le Coran lui-même ».

## Une multiplicité d'influences sur l'islam naissant et le Coran
Le Moyen-Orient est un carrefour entre les régions d'Afrique, de Grèce, du Levant. Les savoirs et connaissances circulaient entre ces cultures. Outre la reprise de nombreux thèmes de la Bible (Ancien et Nouveau Testament), le Coran renvoie à tout le corpus monothéiste comme des textes rabbiniques (la Mishna), le Talmud (Chabbat 88), des apocryphes chrétiens (l’enfance de Jésus par exemple) et juifs (Testament de Moïse).
L'idée selon laquelle le Coran se "réfère constamment" au contexte préislamique et à ses habitants provient plutôt des textes traditionnels (Commentaires du Coran, biographie de Mahomet…) que du Coran lui-même. "Il y a certainement du matériel dans le texte du Coran lui-même, […] qui pourrait en effet être appelé arabe, bien que l'élasticité de ce terme et la présence d'Arabes dans diverses parties du Moyen-Orient en dehors de la péninsule avant l'Islam doit être gardé à l'esprit". En outre, certains faits traditionnellement associés aux Arabes se trouvaient dans d'autres cultures.
Si la manière par laquelle les influences ont été transmises peut encore faire débat, il est possible d'affirmer qu'il existe « plusieurs contextes différents pour le Coran. Le premier contexte est sans aucun doute l'arabe, car il était écrit dans cette langue. Deuxièmement, l'élément biblique fort montre qu'il y avait aussi un contexte chrétien ou juif. […] Il est également assez clair qu'il y avait un troisième contexte, celui de la religion arabe traditionnelle ». Pour Dye, "cette insistance sur la culture biblique du Coran ne nie pas le substrat arabe préislamique, mais le situe dans une perspective différente de celle qui est impliquée par les récits de la tradition islamique".

### Influences bibliques
Selon la vision islamique, le Coran est un retour aux sources, une ultime confirmation des écritures déjà révélées antérieurement (Torah/Bible), dont les juifs et les chrétiens se sont éloignés,. De nombreuses références, implicites ou explicites sont faites aux textes bibliques. Des chercheurs, estiment possible l'existence de traductions écrites de textes liturgiques chrétiens ou d'extraits bibliques en arabe remontant à l'époque préislamique. D’autres, contestent cette hypothèse en l'absence de preuve manuscrite. Le consensus actuel au sein de la recherche est que des textes littéraires et liturgiques circulaient probablement à cette époque en arabe sous forme de traditions orales,.
Plusieurs approches, non exclusives, ont permis de comprendre les raisons et implications de tels éléments intertextuels. Geneviève Gobillot qui s'est spécialisée dans le domaine de l'intertextualité dans le Coran est arrivée à la conclusion que l’une des fonctions essentielles du Coran est de guider la lecture afin parfois de confirmer et parfois de faire ressortir la vérité des Écritures antérieures. Ce constat semble être devenu un consensus depuis quelques années parmi les spécialistes,. Ainsi, pour Cuypers, l'influence biblique ne se résume pas à des emprunts ou des plagiats mais doit être comprise comme dans le cadre d'une volonté coranique de relire ces textes-sources et de les réorienter « dans le sens d’une théologie nouvelle, proprement coranique ». D'autres chercheurs voient le Coran davantage comme un lectionnaire empruntant largement à la littérature biblique et chrétienne. « Utilisant ces sources, y compris aussi des passages des évangiles dits apocryphes, Mahomet et ceux qui l’ont aidé auraient ainsi constitué leur propre lectionnaire (qurʾân, mot qui n’est pas arabe, mais qui vient du syriaque qeryânâ, i.e. lectionnaire), pour leurs propres besoins ».
Le Coran ne fait pratiquement jamais de citation littérale de verset biblique mais en donne des versions remaniées ou commentées soulignant que le Coran s'intéresse à ce qu'il saisit de l'Ancien Testament et non à sa formulation. Tout se passe comme si le lecteur était censé connaître l'histoire biblique transmise par ailleurs par tradition orale populaire.

### Influences juives
Le judaïsme et les Juifs sont très souvent cités dans le Coran. Ainsi, de nombreux passages coraniques proviennent d'épisodes bibliques. Néanmoins, les récits sont souvent davantage liés aux récits post-bibliques (midrash…) qu'à la Bible elle-même. Le Coran paraphrase davantage qu'il ne cite l'Ancien Testament. Certains auteurs y voient une marque d'oralité, d'autres l'associent à l'ambivalence de la perception du judaïsme par l'islam. Ainsi, « la foi, la loi et le droit public et privé sont extrêmement présents et tirés de l'Ancien Testament, comme d'autres sources juives ».
Les préceptes légaux musulmans se sont forgés dans un contexte marqué par le judaïsme et illustrent parfois l'attitude changeante de l'islam naissant vis-à-vis du judaïsme. C'est ainsi que la prière ou le jeûne sont présents de manière très similaire dans les deux religions et le Coran utilise souvent aussi une terminologie religieuse étrangère à la langue arabe. Cela prouve une proximité des rédacteurs du Coran avec des érudits juifs. La présence de Juifs en Arabie et, en particulier dans le Hijaz, est attestée plusieurs siècles avant l'avènement de l'islam. Des liens ont été conservés entre le royaume d'Himyar et les Juifs de Palestine. Si une judéité de naissance semble primée, de nombreuses conversions sont attestées. Une incertitude demeure sur la catégorisation des Juifs présents au Hijaz. Certains y ont vu des courants minoritaires du judaïsme ou même du judéo-christianisme, ce qui expliquerait les liens avec la didascalie des apôtres. Bar-Asher considère que les arguments qui appuient cette thèse sont trop spéculatifs et que la question n'est pas encore élucidée. Holger Zellentein propose de voir les Juifs médinois comme suivant principalement les traditions palestiniennes plutôt que le rabbinisme babylonien,.

### Influences chrétiennes et syriaques
De plus en plus d'études mettent en avant le rôle joué par les textes syriaques dans le contexte de l'islam naissant et de sa possible influence sur le Coran. Au-delà des influences ou des emprunts, le Coran peut se comprendre dans le cadre du contexte de l'Antiquité Tardive et reflétant ses attentes et ses concepts. Le christianisme syriaque a certainement joué un rôle majeur dans la transmission de motifs au monde arabe. L'islam est indéniablement né dans un monde marqué par le christianisme syriaque, ses débats, ses idées… Des écrits des Pères de l'Église syriaque ont pu servir de sources aux épisodes bibliques du Coran. Le christianisme syriaque possédait un caractère judaïsant. Griffith considère, entre autres, que le Coran possède de nombreux échos à la littérature syriaque, notamment aux écrits d'Ephrem le Syriaque.
Luxenberg conclut de son travail sur le Coran, que celui-ci est dérivé d'un lectionnaire syro-araméen, contenant des hymnes et des extraits de la Bible, utilisés dans les services rituels chrétiens. Ce lectionnaire aurait été traduit en arabe, dans une intention missionnaire. Il ne s'agissait pas d'inaugurer une nouvelle religion, mais d’en répandre une plus ancienne. Il s’appuie ici sur un travail antérieur de Günter Lüling. Luxenberg n'a pas « corrigé » la totalité du Coran selon ces thèses. Il fonde ses conclusions sur ce qu'il présente comme un échantillon représentatif de passages difficiles.
L'influence du christianisme sur l'islam n'est pas uniforme, on trouve des éléments nestoriens, monophysites, manichéens… Il ne faut donc pas chercher une communauté particulière dont serait extrait l'islam mais des influences du contexte culturel et religieux. Hoyland souligne l'importance du travail missionnaire chrétien envers les tribus arabes et que « les autorités de l'Église chrétienne syriaque ont été impliquées dans un degré croissant avec un christianisme arabe émergent ».

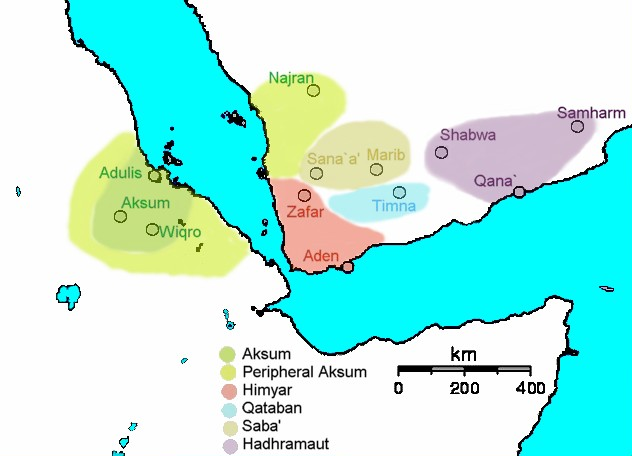
Royaumes yéménites, IIIe siècle. On voit le royaume d'Aksoum (en Éthiopie actuelle avec une extension sur la péninsule arabique, au nord du royaume himyarite, où se situe Aden). Au nord-est du royaume himyariate, le royaume de Saba et le royaume de Qataban. Enfin, le royaume d'Hadramaout (à la frontière actuelle d'Oman).

### Influences éthiopiennes
L'Éthiopie était une grande puissance à l'époque du début de l'islam. Avec l'affinement des études et des réflexions, l'école philologique élabore diverses théories avec des chercheurs comme Gerd-Rüdiger Puin, Manfred Kropp qui travailleront sur les sources bibliques du Coran (Ancien et Nouveau Testament). En particulier, Manfred Kropp adjoint à son champ d'études l'épigraphie nabatéenne, araméenne, guèze et arabe ; ceci le conduit à évoquer la possibilité d'insertion dans le Coran de textes issus d'une bible éthiopienne[réf. nécessaire].
L'influence du christianisme éthiopien sur le Coran a aussi été reconnue mais reste peu étudiée. Néanmoins, il n'est toujours pas possible de savoir s'il s'agit d'une influence directe ou si cela s'est d'abord diffusé sur le contexte arabe préislamique. Le vocabulaire du Coran atteste d'un passage de termes grecs ou araméens via l'éthiopien et certaines formulations comme celle de la basmala illustreraient une telle influence.  « Cela prouve l'influence des chrétiens éthiopiens dans l'environnement des débuts de l'islam ».

### Influence hellénistiques
John Wansbrough dans ses travaux intitulés Quranic studies et The Sectarian Milieu, souligne des emprunts de motifs, de récits, à des ouvrages en vogue à l'époque comme le Roman d'Alexandre du Pseudo-Callisthène. Le cas de la sourate 18 en est un exemple dans lequel, au verset 59, Moïse, accompagné d'un jeune serviteur, revient sur ses pas pour rechercher le poisson prévu pour le déjeuner et qui est ressuscité puis reparti vers l'eau[précision nécessaire].
L’influence de la médecine grecque, tout particulièrement de Galien, sur la pensée médicinale de Mahomet a été reconnue par les penseurs musulmans. Celui-ci est traduit en syriaque dès le VIe siècle. Elle implique la transmission de la pensée grecque dans le Moyen-Orient pré-islamique[réf. nécessaire].

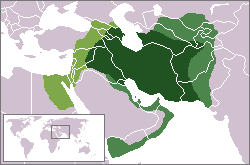
Expansion maximale de l'Empire sassanide (224-651), vers 620.

### Influences mazdéennes ou zoroastriennes
L'Arabie préislamique était proche de l'Iran et du monde sassanide. À partir de 300, le royaume de Himyar se confronte aux Perses alors que ces derniers tentèrent un raid vers Nagran (?). Ce raid inaugure une période de confrontation entre Sassanides, Byzantins et Himyariens pour le contrôle de l'Arabie désertique. On considère que les Perse dominaient l'Arabie désertique entre 300 et 350, puis entre 528 et 550 et à partir de la chute de la dynastie abrahide vers 565.
Des influences iraniennes et zoroastriennes sont présentes dans le Coran. C'est le cas, par exemple pour Christelle Julien, de la christologie coranique influencée par des controverses liées à la double nature de Jésus dans le christianisme. Azarnouche évoque aussi les cinq prières qui rappellent les gah rythmant la journée ou les ange Harut et Marut. D'autres éléments comme des interdits (marcher avec une seule chaussure…) sont communs aux deux religions.

## La question du judéo-christianisme

### Quel judéo-christianisme?
Dans le récit traditionnel, Mahomet aurait été étroitement en contact avec une secte chrétienne, identifiée plus tard comme nestorienne, docète ou ébionite, par l'intermédiaire d'un prêtre nazaréen, Waraqa, qui aurait béni son mariage avec Khadija[réf. nécessaire]. Selon les travaux de Joseph Azzi, Waraqa Ibn Nawfal aurait été l'un des principaux inspirateurs de l'islam mecquois et que Mahomet serait, un judéo-chrétien d'inspiration ébionite. Néanmoins, pour Van Reeth, il serait une « erreur de vouloir réduire les origines de l'islam à une seule communauté, fut-ce le judéo-christianisme, l'elkasaïsme, le manichéisme ou autres ». En effet, les recherches actuelles ont montré une diversité et une multiplicité d'influences différentes sur l'islam naissant.
Le « judéo-christianisme » est un concept moderne utilisé pour définir une « doctrine professée, dans l'Église primitive, par les chrétiens d'origines juives dont beaucoup jugeaient nécessaire de rester fidèles à la Loi mosaïque ». Ces mouvements sont mal connus, d'autant plus que cette période a fait l'objet de projections historiographiques -chaque mouvement souhaitant se rattacher à la période apostolique- ou de projections hérésiographiques, chaque représentant de doctrines étant caricaturé comme étant à l'origine d'une hérésie. Il est ainsi complexe de déterminer s'il existe un lien historique entre ces communautés et la communauté judéo-chrétienne qu'aurait pu fréquenter Mahomet.
L'idée d'une continuité historique a été défendue par Henry Corbin qui voyait dans le chiisme une restauration d'une doctrine chrétienne originelle. Néanmoins, il n'existe aucune trace archéologique d'un tel lien. Griffith souligne que les communautés chrétiennes ayant influencé le Coran, appartenaient aux courants dominants au Moyen-Orient de cette Antiquité tardive (melkites, jacobites et nestoriens…). Il rejette la vision de nombreux chercheurs qui fait naître le Coran dans des milieux dissidents, comme les « Nazaréens », les Elkasaites ou les Ebionites, non attestés en Arabie au VIIe siècle, Seul le Coran, au risque d'un raisonnement circulaire, peut servir de source pour étudier une telle continuité.
La présence d'éléments juifs dans le Coran peut s'expliquer pour Van Reeth autrement que par l'influence du judéo-christianisme. En effet, le christianisme syriaque possédait lui-même une forte influence juive. Ses textes ressemblent, en effet, à des midrash. Ainsi « la présentation des histoires bibliques dans le Coran trouve ici une de ses sources privilégiées ». De même, cette forme de christianisme donne beaucoup d'importance à la doctrine du Vrai Prophète, selon une tendance qui s'est développée principalement au IIe siècle comme cela s'observe dans le montanisme ou le manichéisme. Elle s'accompagne de la naissance d' « églises nationales ». Plusieurs migrations impliquant le monde arabe eurent lieu durant l'époque romaine, en particulier de la péninsule vers la Syrie puis de la Syrie vers la péninsule arabique. De celles-ci, davantage que de la survivance hypothétique de mouvements judéo-chrétiens, semblent provenir les éléments chrétiens et juifs présents dans la région de naissance de l'islam et du Coran. Cela permet d'expliquer la diversité de leurs origines : monophysite, nestorienne… Si les influences de la littérature syriaque ont été « considérables », Van Reeth rappelle que cette littérature, populaire, était assez marginale. Elle a été marquée par le monachisme, ce qui permet d'expliquer la place particulière des psaumes dans le Coran. En outre, l'auteur rappelle la prédilection des syriaques pour la poésie (Ephrem, Jacques de Saroug…), ce qui exerça une influence sur le Coran et son genre oratoire.

### Les courants nazôréennes, ébionites et elkasaïtes
L'historien musulman du XIIe siècle Muhammad al-Shahrastani mentionne des juifs vivant à proximité de Médine et Hedjaz, qui acceptent Jésus comme prophète et suivent les traditions du judaïsme, rejetant les vues chrétiennes catholiques ou orthodoxes. Certains savants soutiennent que les nazôréens ont contribué à l'élaboration de la vision islamique de Jésus (Îsâ) grâce aux échanges avec les premiers musulmans,. Ce mouvement, plutôt orthodoxe, est un des mouvements dit judéo-chrétiens, bien que leur définition exacte varie. Ce serait ces communautés que le Coran désigne sous le nom de « nazôréens » et qui, selon Mahomet, le prophète de l'islam, appartiennent aux « gens du Livre », avec les juifs et les sabéens. Ce terme en revanche, pour Van Reeth, est avant tout utilisé pour désigner les chrétiens en général. La présentation de la naissance de Jésus dans le Coran se rattache particulièrement à la tradition du Pseudo-Mathieu présente dans milieu judéo-chrétien.
Selon Simon Claude Mimouni, il semble que ce soit plutôt l'ébionisme (considéré par certains chercheurs comme le même groupe que les Nazôréens), « qui ait exercé une certaine influence, pour ne pas dire plus » sur l'islam à sa création. « Il est possible que les chrétiens avec lesquels Mahomet et son groupe de disciples au VIIe siècle ont été en contact, aient appartenu au mouvement ébionite dont les adeptes auraient encore existé dans le nord de l'Arabie à cette époque ». La nature de ce mouvement est controversée. Si Mimouni défend une continuité de celui-ci avec la secte essénienne et que Gallez voit son influence sur le Coran, peu de choses sont connues sur celui-ci. Ce mouvement semble professer un monothéisme absolu, reléguant Jésus à un rang subalterne. Les traits caractéristiques de ce mouvement apparaissent à la fin du IIe ou au début du IIIe siècle et semble en lien avec la Syrie.
Selon Simon Claude Mimouni, l'hypothèse d'une influence des Elkasaïtes sur l'islam d'avant les Abbassides est à considérer. Elle est, selon lui, « acceptée par certains et rejetée par d'autres ». Il n'est toutefois pas exclu qu'au côté de l'ébionisme « l'elkasaïsme ait aussi exercé une certaine influence, notamment après l'arrivée de l'islam en Babylonie et en Assyrie ». Les connaissances sur ce mouvement semblent principalement liées à la figure d'Elkasai, juif converti à l'historicité douteuse. Sa doctrine apparaît à Rome au IIIe siècle.
Pour van Reeth, ébionisme et Elkasaïsme sont deux variantes du judéochristianisme, mouvement qu'il considère comme non-organisé. C'est à cette époque du IIe – IIIe siècle qu'apparait les écrits pseudo-clémentins, apocryphe appartenant au judéo-christianisme et possédant de grandes similitudes, en particulier sur la place du prophète ou la doctrine de la falsification des écritures, avec l'elkasaïsme. Celles-ci se retrouveront dans l'islam. En Orient, il semble ainsi exister une confusion entre les différents courants du christianisme, d'autant plus pour le peuple qui n'était pas au courant de toutes les subtilités théologique des discussions entre ces différents courants. Pour Van Reeth, « Telle est […] la situation religieuse en Mésopotamie et en Arabie à la veille de l'islam, de sorte que la théologie chrétienne contenue dans le Coran et qui constituera le fondement de l'islam est plutôt confuse et trop souvent, hélas, quasiment indéfinissable ».

## La naissance de l'islam et du Coran au sein de l'Antiquité tardive

### Le Coran et l'antiquité tardive
Les études des origines du Coran placent celui-ci au sein de la littérature de l'antiquité tardive,. Ces travaux créent depuis deux décennies un « profond bouleversement » pour la recherche sur le livre et « examinent les conditions de son émergence dans un contexte qui est celui de l'Antiquité tardive » grâce aux outils de la linguistique. « La démonstration de l'appartenance du Coran aux traditions textuelles bibliques datant de ce que l'on appelle maintenant l'Antiquité tardive » est pourtant ancienne. Angelica Neuwirth voit dans ce contexte une rupture avec les études précédentes. À l'inverse, Gilliot inscrit ces études dans la continuité,.

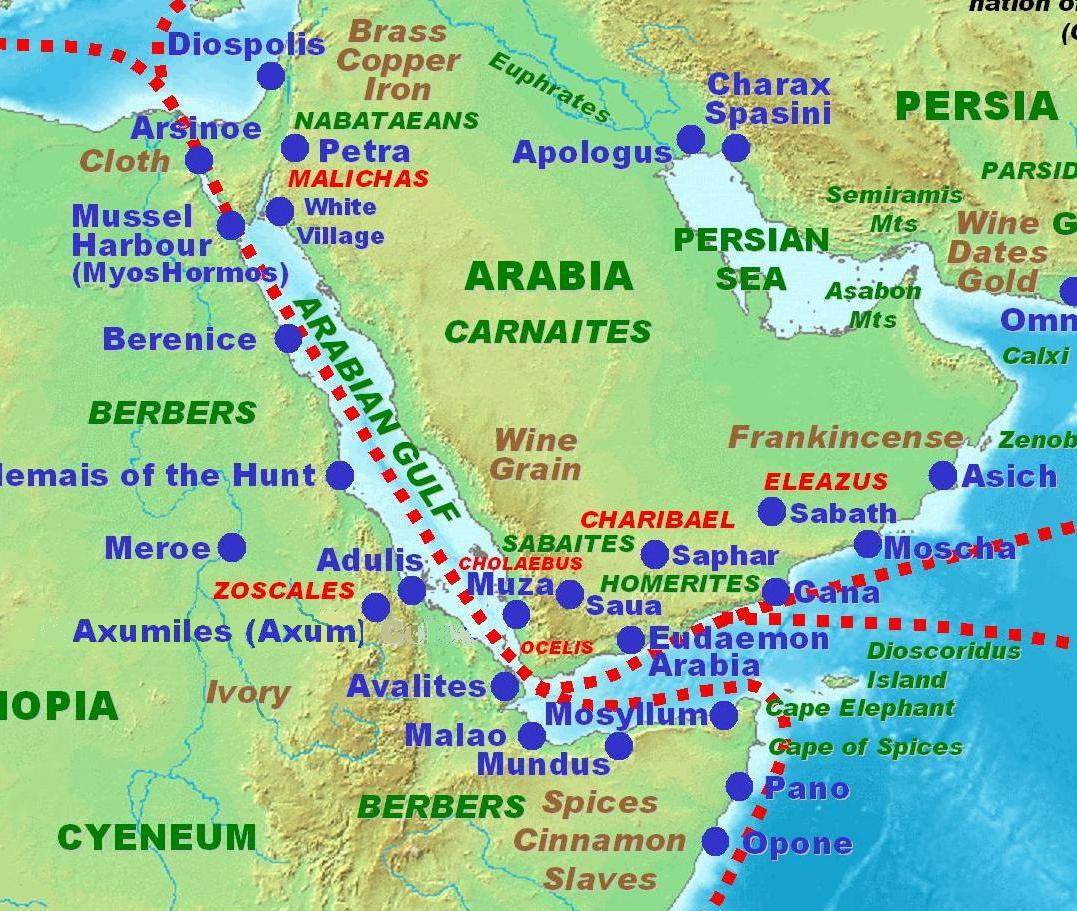
Principaux repères commerciaux de la péninsule arabique vers 40, selon Le Périple de la mer Érythrée.

L'antiquité tardive est caractérisée par les influences byzantines et romaines, chrétiennes, juives et zoroastrienne dans un contexte de syncrétisme religieux,. L'Arabie préislamique était en contact étroit avec les régions voisines. La connaissance des textes religieux proche et moyen-orientaux de l'Antiquité tardive est un repère méthodologique « définitivement » établi pour les sciences coraniques,. Le rôle de chacun des contextes nécessite néanmoins encore des approfondissements. Pour Hoyland, « Si nous approuvons la validité de ces contributions arabes à la formation de l’islam, est-ce que cela signifie que la théorie « [islam comme religion] sortant d’Arabie » l'emporte sur la théorie « né de l'Antiquité tardive » ? Il semble pour moi qu'il existe un moyen de sortir de cette dichotomie, à savoir d'accepter que l'Arabie au moment de Mahomet faisait déjà partie du monde antique ».
Ces études sont basées, aussi bien sur le contexte historique d'émergence du texte coranique, que sur différents aspects linguistiques. Ainsi, par exemple, pour Cuypers, « l’usage, par le Coran, d’une rhétorique sémitique en usage chez les scribes de l’Antiquité du Moyen-Orient, et les nombreuses relations intertextuelles du Coran avec le monde des écrits religieux qui circulaient à l’époque de son avènement, situent clairement le Livre dans le contexte littéraire de l’Antiquité tardive ». D'autres traits de la rhétorique coranique rapprochent ce texte des autres textes de l'antiquité tardive. « Ainsi, le discours autoréférentiel du Coran (étudié par Boisliveau), caractérisé par une « auto-canonisation » qui argumente en cercle fermé, est globalement différent des Écritures bibliques mais n’en est pas moins proche de certains autres textes sacrés de l’antiquité tardive ». De même, Azaiez reconnaît des formes et des thèmes similaires entre le « contre-discours coranique » et ceux provenant de textes religieux de l'antiquité tardive, en particulier des textes bibliques et parabibliques. Hormis les formes rhétoriques, ce lien se retrouve dans l'étude de l'intertextualité, « qui confronte le texte coranique avec la littérature sacrée circulant dans l’Antiquité tardive ». Ainsi, Reynolds, travaillant en partie sur celle-ci et menant des études sur les langues et les littératures de l'Antiquité tardive, évoque « sa conviction que le Coran a une relation privilégiée avec la littérature chrétienne écrite en syriaque ». Gilliot a ainsi étudié la question de la contamination linguistique autour du terme hanif. Mais pour H. Motzki, une partie importante de ces termes semblent avoir intégré la langue arabe avant la rédaction du Coran.

### Le Coran comme illustration d'une culture partagée
Holger Zellentein étudie des textes proches du point de vue coranique, en particulier la didachè et les homélies clémentines et note une très forte proximité des thèmes étudiés. En revanche, les points de vue sur ces thématiques diffèrent régulièrement et il pose l’autonomie des différents textes. Il préfère parler d’une « culture légale partagée », judéo-chrétienne, qui peut être restituée par l’étude synchronique des différents contextes. L'étude comparative du Coran avec la didachè et les homélies clémentines lui permet de dégager une culture commune aux différents groupes, et axée autour de différents thèmes (les interdits alimentaires, les ablutions rituelles…) dont chacun a une approche particulière. Dans différents articles, il montre que l’auteur du Coran a une profonde connaissance de sa littérature contemporaine, et que les différents emprunts ou références ne sont pas la preuve d’une méconnaissance comme on l’a parfois dit. Au contraire ils sont utilisés habilement de façon rhétorique, « polemically corrective ». Les références selon lui peuvent être doubles et commencer une double discussion, engageant à la fois le judaïsme rabbinique et le christianisme oriental,.

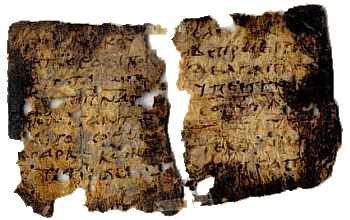
La Didachè est un document du christianisme primitif, écrit vers la fin du Ier siècle ou au début du II.

Pour Gilliot, l'insistance du texte coranique sur son arabité s'inscrit dans une volonté de se distinguer de ses matériaux constitutifs non-arabe,. Le Coran s'inscrit dans le cadre de la littérature antique, certains passages pouvant être rapprochés des lectionnaires syriaques, d'autre de la littérature homilétique, d'hymnes d'Ephrem, la Didascalie des apôtres…. Pour Gilliot, il peut être observé, dans le Coran, une volonté d'interprétation et de traduction de récits des autres livres sacrés dans l'esprit, bien vivant durant l'antiquité tardive, du targum,. A. Neuwirth parle de « texte exégétique »,. Si le Coran est une réponse aux questions chrétiennes et juives de l'Antiquité Tardive, il peut être perçu, « plus qu'en termes d’influences ou d'emprunts », comme le reflet des idées, concepts et formes de son époque,. Cette approche permet de ne pas voir le Coran comme un « pâle reflet » de sources dont il dériverait sans reconnaître son originalité dans l'emploi des figures, récits et concepts bibliques et orientaux,,. Pour Hoyland, « Le Coran est à bien des égards le dernier document de l’antiquité tardive et nous fournit un moyen de relier l’Arabie, les origines de l’islam et Antiquité tardive ». Ainsi, la volonté coranique d'introduire un raisonnement typologique dans les récits bibliques qui n'en possèdent pas (le « Pharaon » de l'Exode n'est pas nommé et les histoires ne sont pas toujours localisée) est caractéristique de la littérature syriaque et arabe, qui reconstruit ainsi artificiellement une géographie sacrée.
Enfin, il est aujourd'hui possible de mieux comprendre l'environnement légal du Coran. Des éléments indiquent, par des parallèles thématiques et linguistiques, avec la didascalie des apôtres, avec le talmud et la loi byzantine. D. Powers conclut que seules deux solutions peuvent expliquer ces coïncidences : la Providence divine ou le fait « que l'auditoire originel du Coran habitait dans un environnement légal qui était étroitement lié à l'environnement légal de l'Arène de montagnes [terme désignant une région qui inclut l'Anatolie, la Mésopotamie, l'Arabie]en général ».

### Une Arabie préislamique appartenant à un contexte régional vaste
L'Arabie préislamique est composée de royaumes puissants, de sociétés urbaines et lettrées. Les tribus y jouent un rôle primordial,. Religieusement, elle est intégrée au monde méditerranéen. L'islam naît dans une Arabie qui voit le déclin du royaume d'Himyar et d'une prise de contrôle de l'ensemble de la péninsule par les Perses sassanides. L'Arabie préislamique était en contact étroit avec les régions voisines et « à la fin du vie siècle, l’Arabie n’est pas un espace coupé du monde environnant ». Stroumsa évoque l'Arabie de la fin du VIe siècle comme une « plaque tournante du Proche-Orient, entre l’ empire des Sassanides et celui des Byzantins, sans oublier le royaume chrétien d’ Axoum ».
Ces influences s'observent dans les inscriptions préislamiques et dans le texte coranique. C'est ainsi le cas du nom divin ar-Rahman, d'origine araméenne. Les voies d'arrivées de ces influences sont encore énigmatiques : Yémen ? Syrie-Mésopotamie ? milieu chrétien ? juif, ? De même, de nombreux antécédent doctrinaux, comme les noms divins, ou institutionnels sont connus grâce aux inscriptions préislamiques. Au-delà d'emprunts au christianisme, au judaïsme et aux productions intellectuelles du monde méditerranéen, les racines du Coran sont aussi à rechercher dans la Péninsule arabique, d'Himyar et d'al-Hira, qui étaient intégrés dans celui de la Méditerranée. « Le Coran est sans doute un texte de l'Antiquité tardive, mais c'est plus encore un texte composé en Arabie, vers la fin de l'Antiquité tardive ». Les recherches historiques ont permis de relever des indices de la présence du christianisme à La Mecque avant la naissance de l'islam.
Plusieurs éléments coraniques sont présents en Arabie à l'époque préislamique,. Ainsi, pour Munt, « à un niveau très direct, par exemple, nous pouvons apprendre du Coran qu'un nombre considérable d'idées, de philosophies, de légendes bibliques et extra-bibliques antiques tardives, et plus encore, étaient accessibles sous une forme ou une autre à certains résidents de l'Arabie occidentale ». Au-delà de la notion d' « influence », le Coran montre l'intégration au contexte arabe d'éléments de la culture de l'Antiquité tardive. Néanmoins, comme l'a montré Crone, certains éléments, comme la culture de l'oliviers, ne collent pas avec un cadre, défendu par les exégètes, strictement hijazien. S'il est nécessaire de s'éloigner de la vision négative portée par les exégètes sur la Jahaliya, l'Arabie préislamique, telle qu'elle est perçue aujourd'hui, est celle d'une Arabie intégrée au cadre spatial et temporel de l'Antiquité Tardive. L'épigraphie et l'archéologie montrent des antécédents tant lexicaux, institutionnels que doctrinaux. Cela s'observe dans sa christologie, dans les noms divins ou dans la place du sanctuaire.

## Synthèses anciennes sur les origines de l'islam
Pour G. Dye, une des difficultés des recherches sur les contextes coraniques n'est pas de déterminer si une influence de l'Antiquité tardive existe mais comment ces idées ont été transmises. Mais « comme l'observe François de Blois, « c'est une chose de remarquer les similitudes entre les enseignements de deux traditions religieuses, et une autre de construire un modèle historique plausible pour rendre compte de l'influence de l'une sur l'autre » (de Blois 2002) ». Plusieurs hypothèses ont, par le passé, été proposées pour expliquer ces influences.

### L’hypothèse d'Édouard-Marie Gallez: le judéo-nazaréisme
L'hypothèse judéo-nazaréenne est décrite dans l’ouvrage en 2 tomes, le Messie et son prophète, d'Édouard-Marie Gallez. Après une étude serrée des documents de Qumran, un discernement de leurs auteurs et une étude des courants ayant donné naissance aux apocryphes du Nouveau Testament, il trace un lien de parenté entre l'islam de la période de Mahomet avec les doctrines de la secte des nazaréens, une branche des judéo-chrétiens apparue dès le Ier siècle de l'ère chrétienne.
L'hypothèse judéo-nazaréenne a essentiellement deux représentants (francophone et/ou Europe) dans la filiation des théories de John Wansbrough : Christoph Luxenberg et Édouard-Marie Gallez. Peuvent aussi se ranger dans cette catégorie Patricia Crone et Nasr Hamid Abû Zayd.

### Gunter Lüling: une origine chrétienne du Coran
Günter Lüling, en 1970, centre sa thèse sur l'interprétation de quelques sourates comme anciens hymnes chrétiens d'origine arienne. Selon lui, Mahomet était un chrétien qui rompt avec son groupe quand le christianisme devient trinitaire[réf. nécessaire]. Si l'influence chrétienne sur le Coran est, pour Stewart « irrefutable », Jaakko Hämeen-Anttila rejette les théories qui donnent une place encore plus importante à celui-ci en faisant naître le Coran dans un milieu exclusivement chrétien. L'auteur cite comme exemple la thèse de Wansbrough ou de Lülling,…
Dans son hypothèse, Gunter Lüling envisage la possibilité d'un substrat composé d'hymnes chrétiens collectés et retravaillés par le rédacteur arabe. Le chercheur distingue 4 couches de rédaction successives. La couche 1 est composée de strophes hymnales avec des contenus en syriaque, composée par la communauté chrétienne de La Mecque. La seconde est celle d'une collecte par Mahomet et son adaptation pour des raisons dues à la phonétique de l'arabe, syntaxiques et stylistiques. La troisième est celle de passages composés exclusivement par Mahomet et la dernière est composée de passages altérés par les derniers compilateurs du Coran, postérieurs au prophète[réf. nécessaire].